# Lifago dielsii
Lifago dielsii е вид растение в монотипен род от семейство Сложноцветни (Asteraceae).

## Разпространение
Растението е ендемит от района на Сахара и Близкия изток.
| Портал | Портал „Африка“ съдържа още много статии, свързани с Африка. Можете да се включите към Уикипроект „Африка“. |